# Colo da bexiga

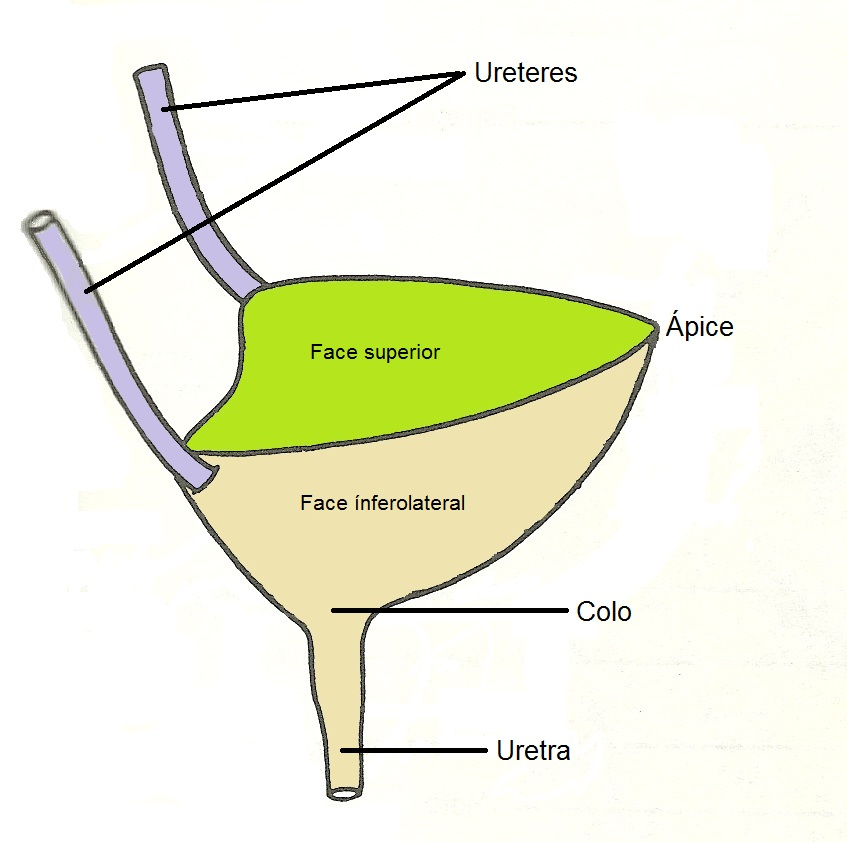
Esquema da bexiga urinária vazia em humanos

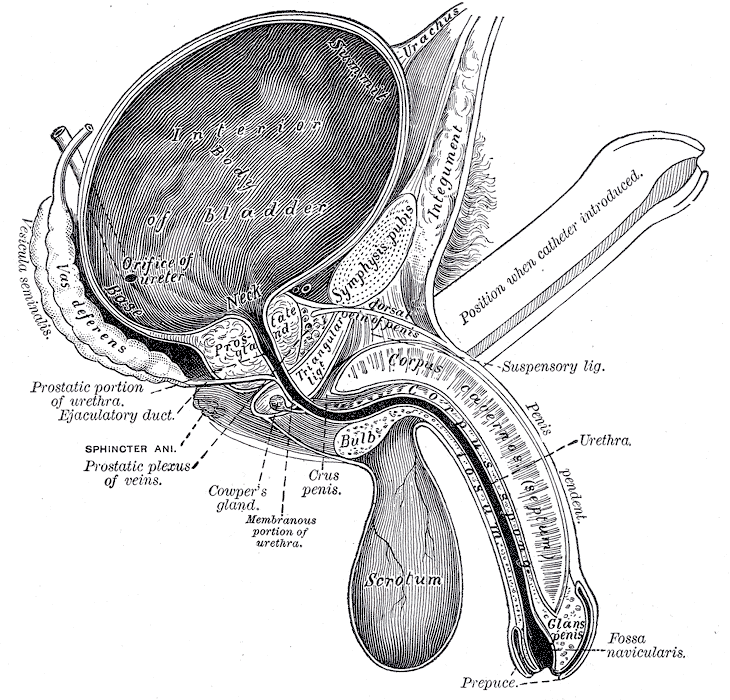
Secção transversal da bexiga urinária cheia (sexo masculino)

Colo da bexiga urinária, em anatomia humana, é a região onde ocorre a convergência da face posterior com as faces ínfero-laterais. A bexiga vazia possui a forma de uma pirâmide triangular, formada por quatro faces: uma face superior, duas faces ínfero-laterais e uma face posterior. É o local onde se abre a uretra. 